# Pua (huyện)
Pua (tiếng Thái: ปัว) là một huyện (amphoe) ở trung bộ thuộc tỉnh Nan, phía bắc Thái Lan.

## Địa lý
Các huyện giáp ranh (từ phía bắc theo chiều kim đồng hồ): Chiang Klang, Thung Chang, Chaloem Phra Kiat, Bo Kluea, Santi Suk và Tha Wang Pha.
Vườn quốc gia Doi Phu Kha, vườn quốc gia lớn nhất Thái Lan, nằm trên địa bàn nhiều huyện của tỉnh Nan, có một phần ở huyện Pua.

## Hành chính
Huyện này được chia thành 12 phó huyện (tambon), các đơn vị này lại được chia ra thành 104 làng (muban). Thị trấn (thesaban tambon) Pua nằm trên toàn bộ tambon Pua và một phần tambon Chai Watthana và Wora Nakhon. Có 11 Tổ chức hành chính tambon.
| STT | Tên           | Tên tiếng Thái | Số làng | Dân số |  |
| --- | ------------- | -------------- | ------- | ------ |  |
| 1.  | Pua           | ปัว             | 8       | 7.348  |  |
| 2.  | Ngaeng        | แงง            | 7       | 5.095  |  |
| 3.  | Sathan        | สถาน           | 12      | 5.474  |  |
| 4.  | Sila Laeng    | ศิลาแลง         | 7       | 4.003  |  |
| 5.  | Sila Phet     | ศิลาเพชร        | 10      | 4.778  |  |
| 6.  | Uan           | อวน            | 11      | 5.153  |  |
| 9.  | Chai Watthana | ไชยวัฒนา        | 8       | 4.232  |  |
| 10. | Chedi Chai    | เจดีย์ชัย         | 9       | 7.142  |  |
| 11. | Phu Kha       | ภูคา            | 13      | 4.645  |  |
| 12. | Sakat         | สกาด           | 4       | 2.900  |  |
| 13. | Pa Klang      | ป่ากลาง         | 7       | 7.160  |  |
| 14. | Wora Nakhon   | วรนคร          | 8       | 6.124  |  |

Các con số mất thuộc tambon nay là Bo Kluea.